# Leptodesmia congesta
Leptodesmia congesta är en ärtväxtart som beskrevs av John Gilbert Baker. Leptodesmia congesta ingår i släktet Leptodesmia och familjen ärtväxter. Inga underarter finns listade i Catalogue of Life.